# Great Orme
Les falaises de Great Orme (gallois : Y Gogarth ou Pen y Gogarth) forment un promontoire crayeux de la côte septentrionale du pays de Galles, non loin de la ville de Llandudno. Dans un poème de Gwalchmai ap Meilyr (XIIe siècle), elles sont appelées Cyngreawdr Fynydd. Le nom anglais est une corruption du vieux norrois signifiant « serpent de mer », par allusion à l'aspect de la côte. Par opposition, Little Orme est un autre cap crayeux plus modeste de la côte orientale de la baie de Llandudno dans la paroisse de Llanrhos.

## Toponymie

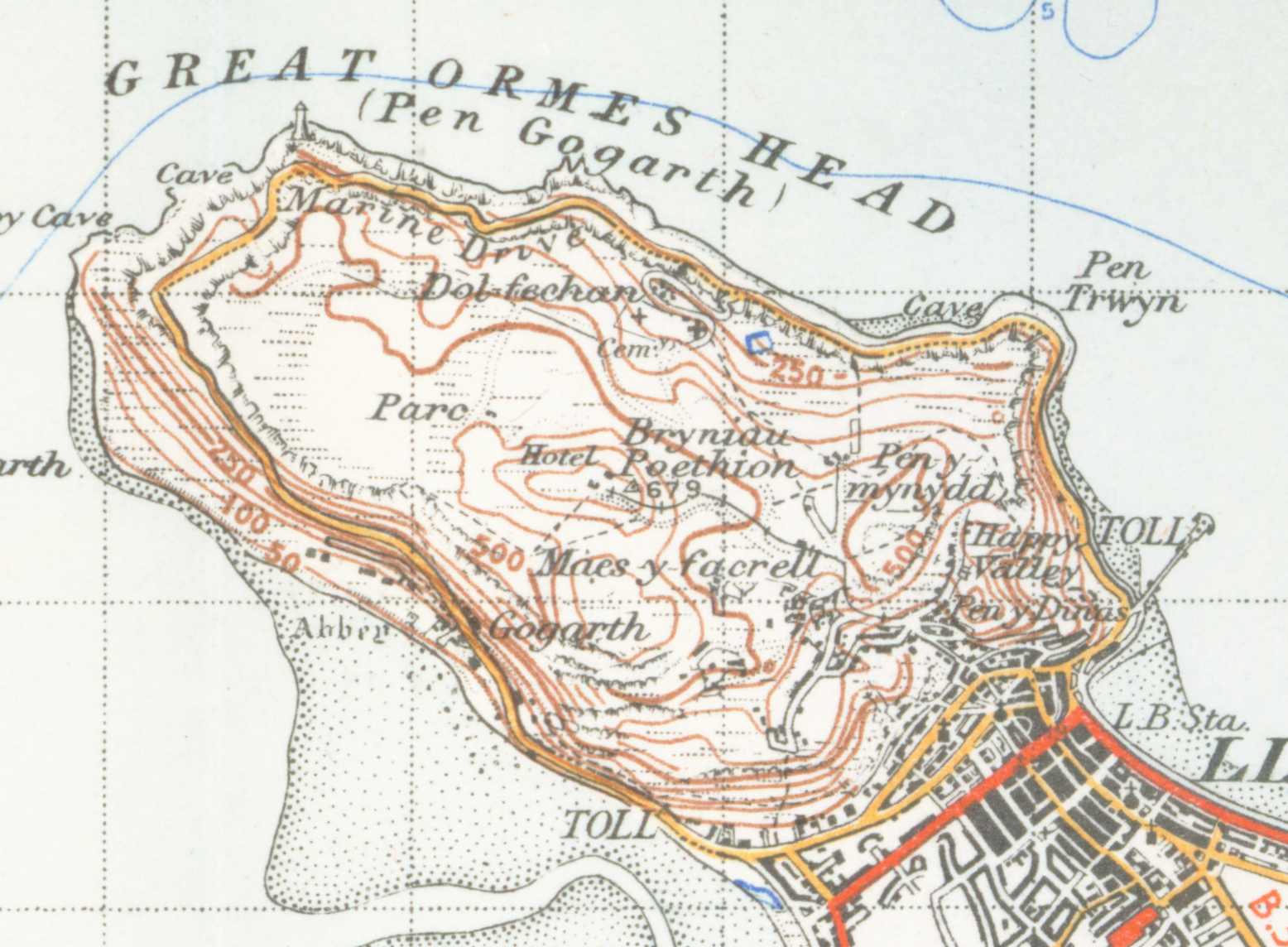
Carte de Great Orme (1947).

Les toponymes de Great et Little Orme sont étymologiquement liés au vieux norrois urm ou orm qui désigne un serpent (et que l'on peut rapprocher du latin vermis), le cap de Great Orme évoquant la tête de cet animal, et le corps, l'isthme reliant Great Orme à Little Orme. Bien qu'on ne dispose d'aucune source écrite des Vikings sur leur séjour dans le Nord du pays de Galles, ils écumèrent très certainement la région bien qu'ils n'y aient laissé aucune trace d'habitation permanente, contrairement à la péninsule de Wirral. Il subsistait quelques toponymes norrois dans le Royaume de Gwynedd (comme le cap d'Ayr non loin de Talacre).
Ce nom, dont l’origine paraît ainsi remonter au haut Moyen Âge, ne devint toutefois courant qu’après l’ouverture de la station balnéaire victorienne de Llandudno au milieu du XIXe siècle ; jusque-là en effet, on utilisait de préférence et même sur les cartes les noms gallois pour désigner ce cap et le détail de ses côtés : la péninsule où Llandudno s’est construite était ainsi appelée Creuddyn en référence au cwmwd (subdivision administrative médiévale) correspondant ; le cap en particulier était désigné par Y Gogarth ou Pen y Gogarth ; les sommets : Pen trwyn, Liech et Trwyn y Gogarth.
« Orme » semble n’avoir désigné que le cap tel qu’on l’apercevait de la mer. En 1748, le Plan of the Bay & Harbour of Conway in Caernarvon Shire dressé par Lewis Morris désigne la masse de la péninsule du nom de "CREUDDYN" mais marque la pointe nord-ouest du cap d’un "Orme’s Head". Les premières cartes d’État-major (publiées en 1841 donc avant la construction de Llandudno) reprennent cette convention : le cap est désigné par Great Orme's Head mais les différents lieux-dits vers l'intérieur des terres ont des noms gallois. Il est probable que c'est l'afflux de touristes arrivant par les vapeurs de la Liverpool and North Wales Steamship Co. qui a imposé ce mot d'Orme.

## Géologie et histoire naturelle

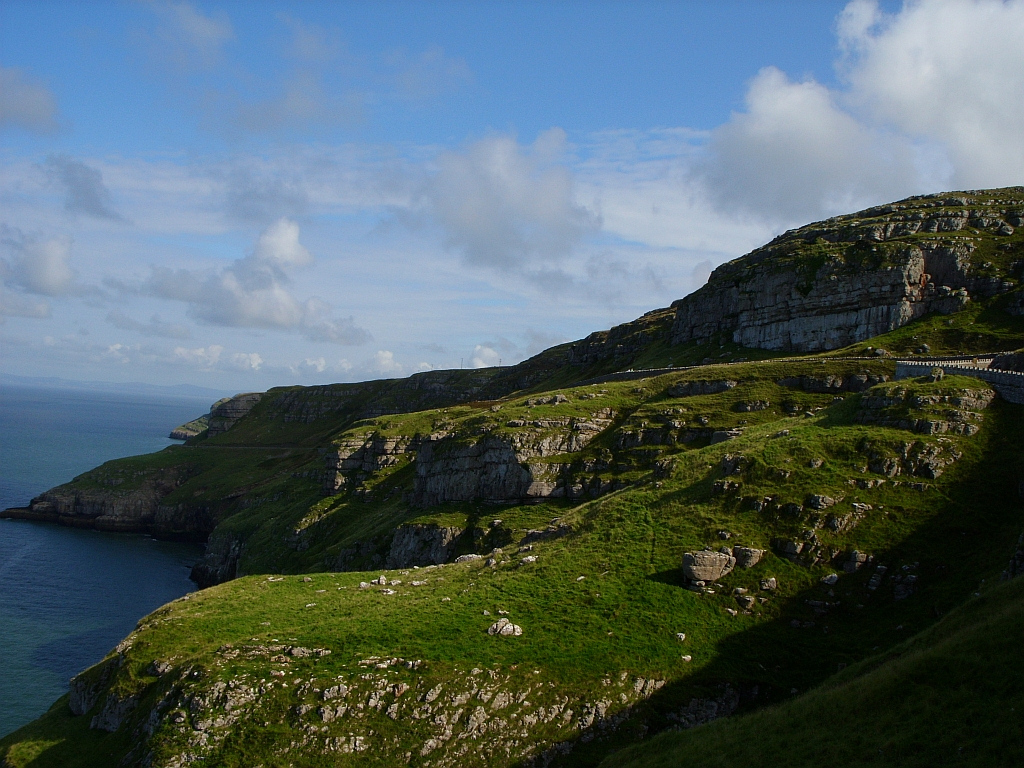
Panorama sur les falaises de craie de Great Orme depuis l'ancien phare.

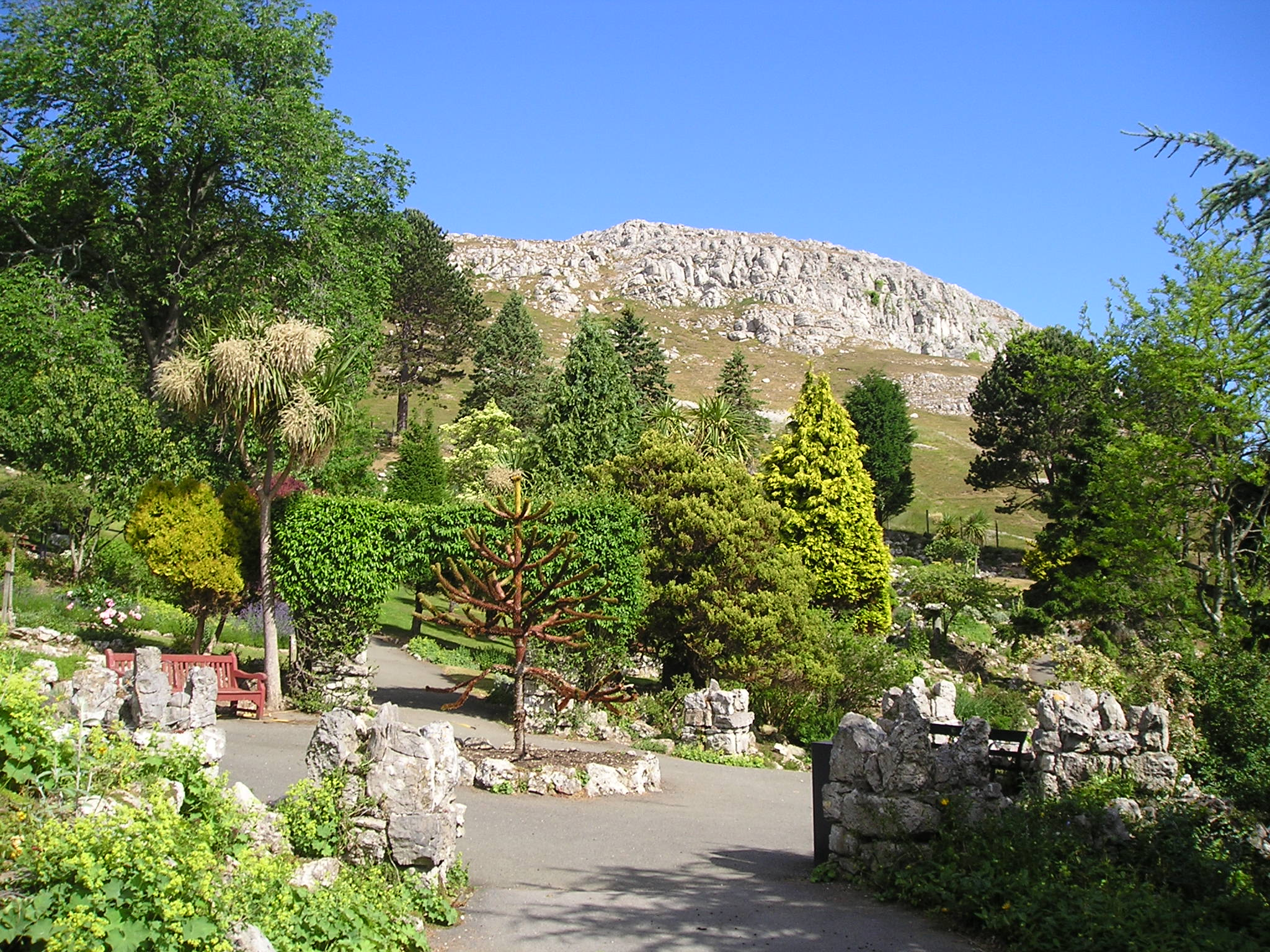
Les jardins paysagers de Happy Valley.

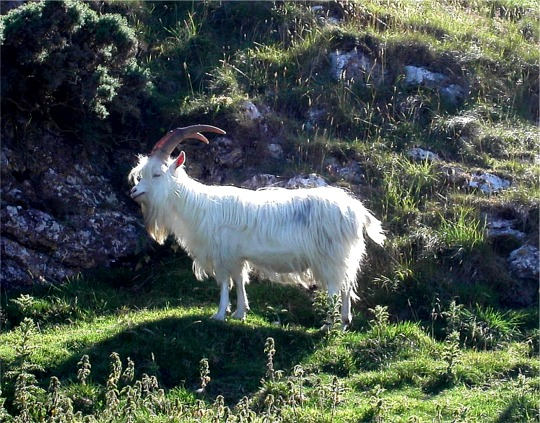
Une des chèvres du Cachemire de Great Orme broutant à flanc de coteau.

Le site de Great Orme, zone longue de 3,2 km sur 1,6 km de largeur, est géré comme une réserve naturelle par le service rural du borough de Conwy, grâce à diverses mesures d'inscription (notamment celles de Zone spéciale de conservation, de littoral protégé, de parc naturel et de site d'intérêt scientifique particulier). Il abrite depuis plus d'un siècle un troupeau de près de 200 chèvres du Cachemire sauvages (achetées par la reine Victoria). Plusieurs chemins mènent au sommet, dont un tronçon du North Wales Path. Près de la moitié des terres de Great Orme sert de prairie, surtout pour le pacage des moutons. Le conseil de comté de Conwy emploie quelques gardes, qui patrouillent régulièrement à travers la péninsule pour veiller à sa propreté et son intégrité.
Du point de vue de la géologie, Great Orme est un massif de calcaire dolomitique ; sa surface est singulière de par les pavés de calcaire recouvrant certaines zones de la péninsule. Il y a plusieurs veines de minerai de cuivre noyées dans la Dolomite. On estime qu'au cours de l’âge du bronze, la mine de cuivre de Great Orme a donné plus de 2 000 tonnes de métal, et qu'en 1500 av. J.-C. on en tirait encore du cuivre.
Les coteaux sont parfois sujets à des phénomènes de subsidence.
Le site de Great Orme abrite une flore variée, dont le représentant le plus connu est le Cotoneaster sauvage (Cotoneaster cambricus) en voie d'extinction, dont il ne subsiste plus que six pieds.
Plusieurs des fleurs qui prospèrent dans la terre à limon peu profonde de la péninsule ont évolué à partir d'espèces sub-arctiques alpines, à la suite de la dernière période glaciaire.
Parmi les fleurs de printemps et du début de l’été, on trouve le Geranium rouge, l’Armérie maritime et le Silene uniflora, accrochés à même la roche, cependant que l’Orchis pyramidal, le ciste commun et le thym sauvage parsèment la prairie. Les mines et carrières abandonnées fournissent un habitat idéal pour les espèces telles le scille de printemps.
Le Marrube blanc (Marrubium vulgare), qui pousse le long des coteaux les plus à l'ouest du cap d'Orme aurait servi de simple aux moines du XIVe siècle, pour combattre la toux. Les papillons Pterophoridae (Pterophorus spilodactylus) pondent leurs œufs dans ses feuilles soyeuses et leurs chenilles se nourrissent exclusivement de ces feuilles.
La péninsule forme l'habitat de plusieurs espèces menacées de papillons et de mites, parmi lesquelles l’Idaea, l’Azuré de l'ajonc (Plebejus argus subsp. caernesis) et l’Agreste (Hipparchia semele thyone). Ces deux dernières espèces se sont adaptées à Great Orme en se métamorphosant plus tôt dans l'année pour profiter des fleurs et prairies calcaires. Elles sont aussi plus petites que dans d'autres régions du pays, au point d'être considérées comme de véritables sous-espèces.
Great Orme est la limite septentrionale de l'aire de répartition de plusieurs espèces d’araignées, notamment : Segestria bavarica, Episinus truncatus, Micrargus laudatus, Drassyllus praeficus, Liocranum rupicola et Ozyptila scabricula.
Les cavernes et les galeries de mine abandonnées abritent de grandes colonies de Rhinolophes. Cette petite chauve-souris se déplace à travers les galeries en se guidant par échos ultra-sons. Le jour, on les voit suspendues au toit des cavernes, les ailes repliées le long du corps. Elles ne quittent leur refuge qu'au crépuscule, pour se nourrir de larves et de chenilles.
Les falaises servent d'abri à plusieurs colonies d'oiseaux migrateurs (guillemots, rissas, petit pingouins et même de fulmars et mouettes). Les autres oiseaux de Great Orme sont les corbeaux, les chouettes chevêches et les faucon pèlerins.
Au pied des falaises, les battures sont colonisées par une flore aquatique riche et variée, ainsi que par les cirripèdes, les actinies rouges et les bernards-l'hermite.

### Les puits

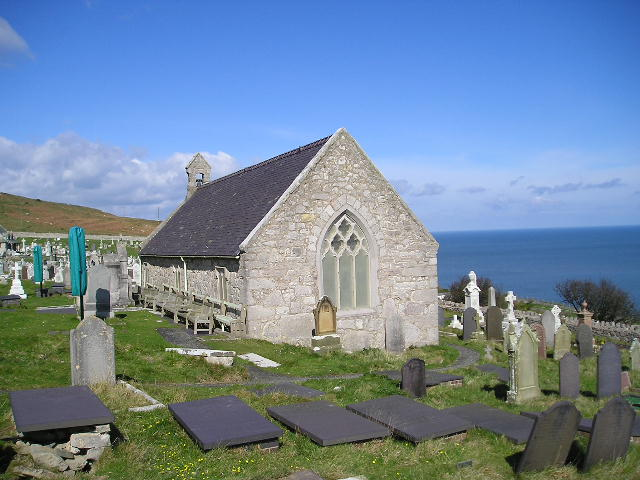
L'église Saint-Tudno, première église de Llandudno.

Les gouffres naturels sont toujours une attraction appréciée des régions de dolines et Great Orme n'y fait pas exception. L'exploitation du cuivre, les cultures ainsi que l'usage domestique nécessitaient de creuser des puits. Les puits actuellement actifs sont les suivants :
- Ffynnon Llygaid. Peut-être l'un des puits approvisionnant autrefois la populeuse ville de Gogarth, avant que celle-ci soit désertée par suite de l'érosion côtière.
- Ffynnon Gogarth. La principales source pour Gogarth et, de la fin du XVIIIe siècle au début du XIXe siècle, la source d'énergie permettant de faire fonctionner le moteur Tom and Gerry qui, par l'intermédiaire d'une multitude de bielles, actionnait les pompes d'exhaure du puits Higher non loin du sommet dominant Pyllau.
- Ffynnon Powel.Un des puits qui, avec ffynnon Tudno et ffynnon Rufeining, approvisionnait les fermes médiévales de Cyngreawdr.
- Ffynnon Galchog. Ce puits, près de Mynydd Isaf, au nord de Pen Dinas, est une source d'eau très fortement minéralisée réputée pour ses Concrétions ; on sait qu'elle était employée au lavage des minerais.
- Ffynnon Tudno. Située de l'autre côté de la route, à l'angle nord-est de l'église Saint-Tudno ; avec le puits Rufeining, c'était le principal point d'eau de la paroisse.
- Ffynnon Rufeining (ce qui signifie « puits des Romains »). Ses eaux étaient utilisées, selon la tradition, par les mineurs de l'époque romaine pour laver le minerai.
- Ffynnon Llech. Source souterraine de la caverne d'Ogof Llech, très difficile d'accès. Elle aurait été l'ermitage de Saint Tudno, un moine du VIe siècle originaire de Bangor-is-y-Coed who established the first church here.
- Ffynnon Gaseg. Littéralement « puits aux chevaux », cette source a été creusée le long de la chaussée lorsque l'on traçait la route côtière de Marine Drive au XIXe siècle. Elle était idéalement située pour abreuver les chevaux à mi-chemin entre le littoral et le sommet, route longue de 8 km.

## Histoire

### Les mines de cuivre

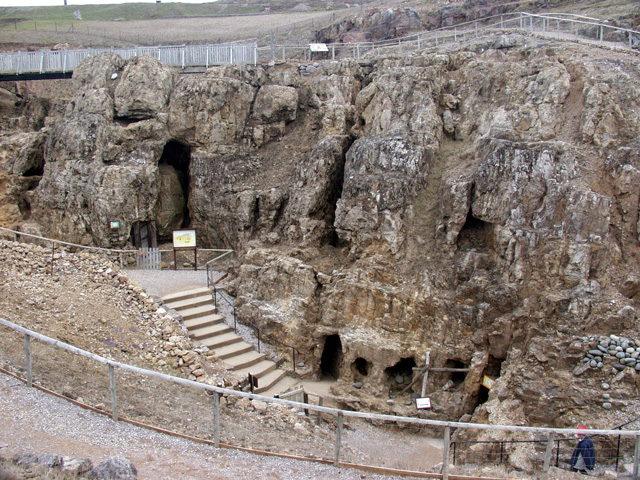
L’entrée des mines néolithiques de Great Orme.

L'exploitation systématique des carrières de Great Orme remonte à l'âge du bronze, avec l'ouverture de plusieurs  mines de cuivre. Elles ont été abandonnées vers 600 av. J.-C. Les fouilles montrent que les Romains ont repris l'exploitation du site. En 1692, l'extraction a repris sur l'Orme. On en a extrait du minerai jusqu'à la fin du XIXe siècle. Le cuivre a sans doute été exporté vers l’Europe continentale de l'âge du bronze à l'ère romaine. Outre les trois grandes exploitations, il existe plusieurs mines à ciel ouvert le long des principales lignes de faille.
Au XXe siècle, on a repris l'exploitation des mines, et l'accès aux vestiges des mines de l'âge du bronze est désormais payant.

### La période médiévale

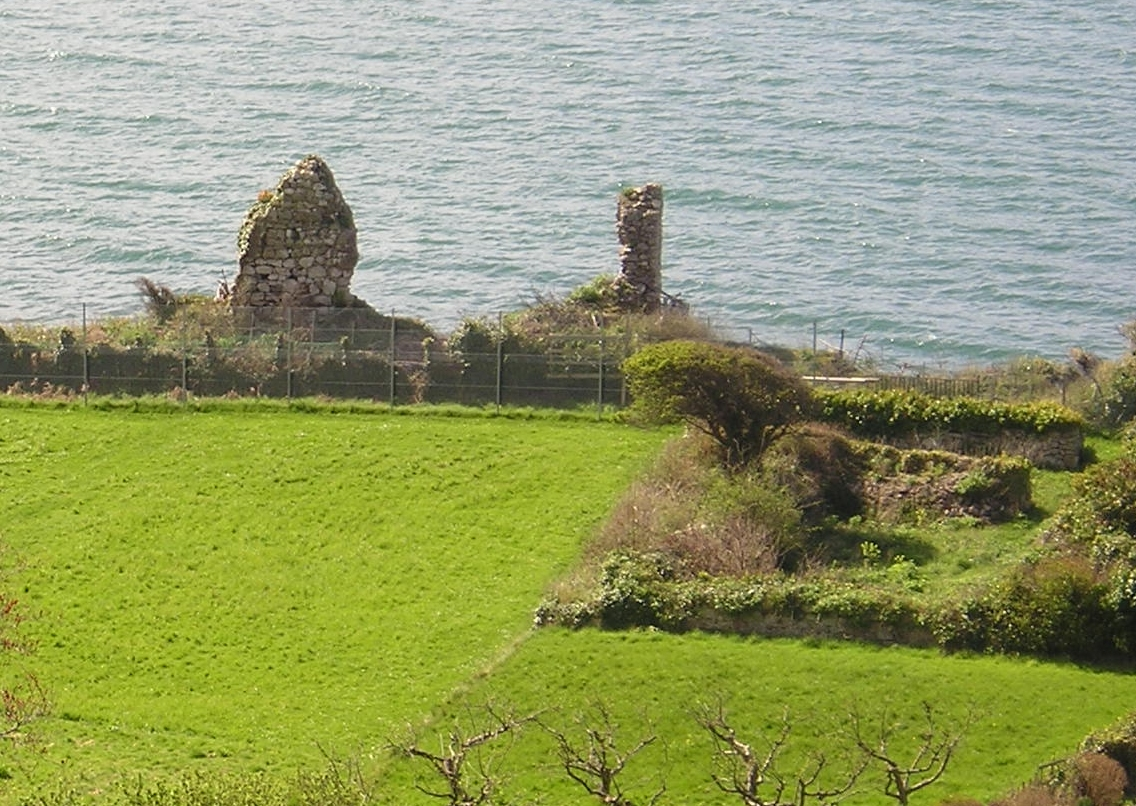
Ruines du palais épiscopal du XIII de Gogarth, résidence des évêques de Bangor.

La paroisse médiévale de Llandudno comprenait trois hameaux, tous situés au pied de Great Orme. Le hameau Y Gogarth, à la pointe sud-ouest, quoique le plus modeste, était celui du palais des évêques de Bangor. Le fief de Gogarth (qui regroupait les trois hameaux) avait été attribué à l'évêque Anian de Bangor, par le roi Édouard Ier en 1284, en reconnaissance des services rendus à la Couronne, notamment le baptême du premier prince de Galles anglais, né peu auparavant à Caernarfon. Ce palais a été incendié par Owain Glyndŵr en 1400 et ses ruines, comme celles des maisons, ont été dispersées par l'érosion côtière de l’estuaire de Conwy.
Le hameau orienté au nord, Cyngreawdr, était le plus productif et possédait l'église d'origine et le rectorat de saint Tudno, une fondation du VIe ou VIIe siècle. Après l'émeute de Glyndŵr, les villageois de la péninsule de Creuddyn furent lourdement taxés et dès 1507 ils avaient presque tous fui la région. Ainsi, les champs laissés en friche sont retournés à l'état de prairie et servent de pacage aux ovins. Le cimetière victorien de Llandudno, toujours en service, a été aménagée en 1859 autour de l'église de Saint Tudno (XIIe siècle) où l'on continue de célébrer des messes l'été tous les dimanches matin. Les grosses pierres, à proximité, font partie du folklore de l'endroit, de même qu'une chaussée pavée appelée Hwylfa'r Ceirw et qui mène jusqu'à Cilfin Ceirw (« précipice de Deer »).
Le dernier hameau, surplombé par le fort de l'âge du fer, Pen y Dinas, à la pointe nord-est, s'appelle Yn Wyddfid. Depuis la réouverture des mines de cuivre, au début du XVIIIe siècle, ce hameau s'est beaucoup étendu, ses rues et cottages ayant envahi les anciens champs cultivés.

### La prospérité de l'ère victorienne

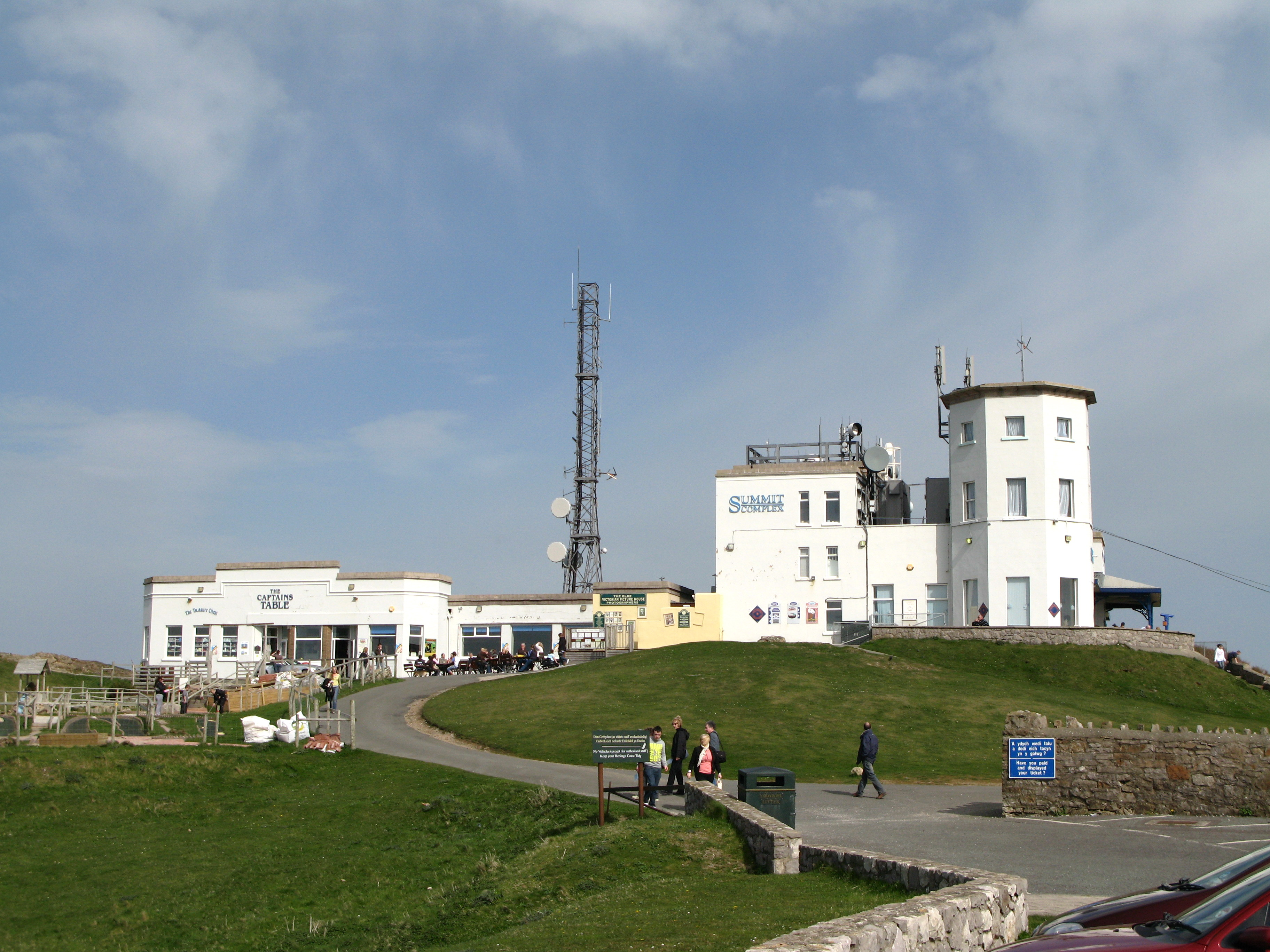
Le complexe hôtelier de la cime de Great Orme.

En 1825 la capitainerie du port de Liverpool obtenait le vote d'une loi par le Parlement, reconnaissant la nécessité d'améliorer la sécurité et les télécommunications pour la marine marchande opérant en mer d'Irlande et en baie de Liverpool. Cette loi autorisait la construction et l'entretien de stations de télégraphe entre Liverpool et l’île d’Anglesey. Elles allaient permettre aux armateurs, négociants et fonctionnaires de Liverpool de connaître la position de tous les cargos le long de la côte septentrionale du pays de Galles.
En 1826, la cime de Great Orme fut retenue pour l'emplacement de l'une des 11 stations de sémaphore formant une chaîne ininterrompue de 130 km entre Liverpool et Holyhead. Le premier sémaphore d’Orme, un petit pavillon avec un logement, était équipé d'un mât de navire de 15 m de hauteur, sur lequel était monté un télégraphe Chappe : il permettait de communiquer soit avec Puffin Island 11 km à l'ouest, ou 13 km Llysfaen vers l’est. Un bon télégraphiste pouvait transmettre un télégramme de Liverpool à Holyhead en mois d'une minute.
Au mois de mars 1855, la station de Great Orme fut équipée d'un télégraphe électrique. Des lignes terrestres et des câbles sous-marin reliaient Orme à Liverpool et Holyhead. Puis en 1859, ce télégraphe fut déplacé un peu plus bas, au phare de Great Orme. Deux ans plus tard, l'achèvement de la ligne électrique entre Liverpool et Holyhead entraînait la fermeture de la station de sémaphore de Great Orme.
À la fin des années 1860, les nombreux touristes qui affluaient à Llandudno ne manquaient pas de visiter cette station désaffectée, qui offrait un superbe panorama : c'est ainsi que s'y développa le complexe hôtelier, avec au début du XXe siècle, un hôtel disposant de neuf chambres. Il servait de club-house au golf de Great Orme, fondé au début des années 1900. Ce cours a fermé en 1939 et est à présent une ferme à ovins. Au cours de la Seconde Guerre mondiale, la RAF a installé une station radar de basse altitude au sommet. En 1952 le site fut revendu à des particuliers, puis racheté par le conseil municipal de Llandudno en 1961. Il est à présent géré par le conseil de Comté de Conwy.

### Seconde Guerre mondiale

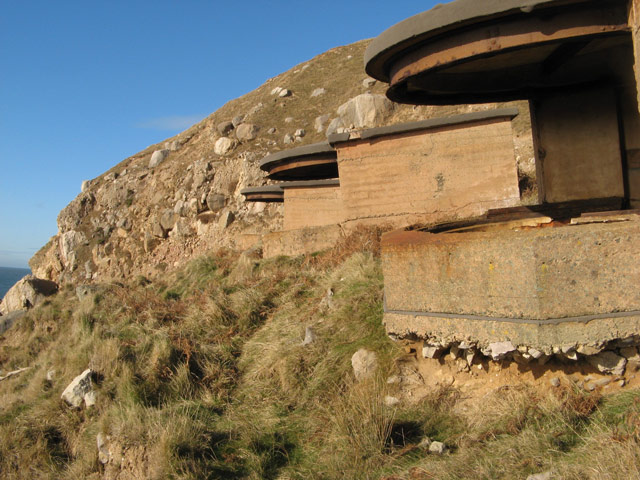
Logement des batteries de tir de l'école d'artillerie côtière.

Avec la bataille d'Angleterre, l'école d'artillerie côtière de la Royal Artillery a été déplacée de Shoeburyness à Great Orme en 1940 (et un pas de tir a été aménagé à Little Orme en 1941). On effectuait les tirs depuis le cap vers des navires cibles toués ou ancrés au large. On y effectua aussi des essais de radio-localisation. On peut encore apercevoir, depuis l'extrémité ouest de la route côtière (Marine Drive) les fondations des anciens baraquements. Le site de cette école militaire a été classé Monument historique en 2011 par la CADW (Service des Monuments historiques gallois), en reconnaissance de son importance pour l'histoire contemporaine du Royaume-Uni.
Il faut également signaler que c'est à cet endroit qu'en 1942 on a édifié le Centre de recherche de la Défense antiaérienne (ADRDE) appelé « X3 » : c'était un immeuble de trois étages qui a servi, semble-t-il, de station radar expérimentale. La route qui le desservait mène aujourd'hui à un parking, qui occupe l'emplacement du bâtiment, détruit en 1956.

## Tourisme

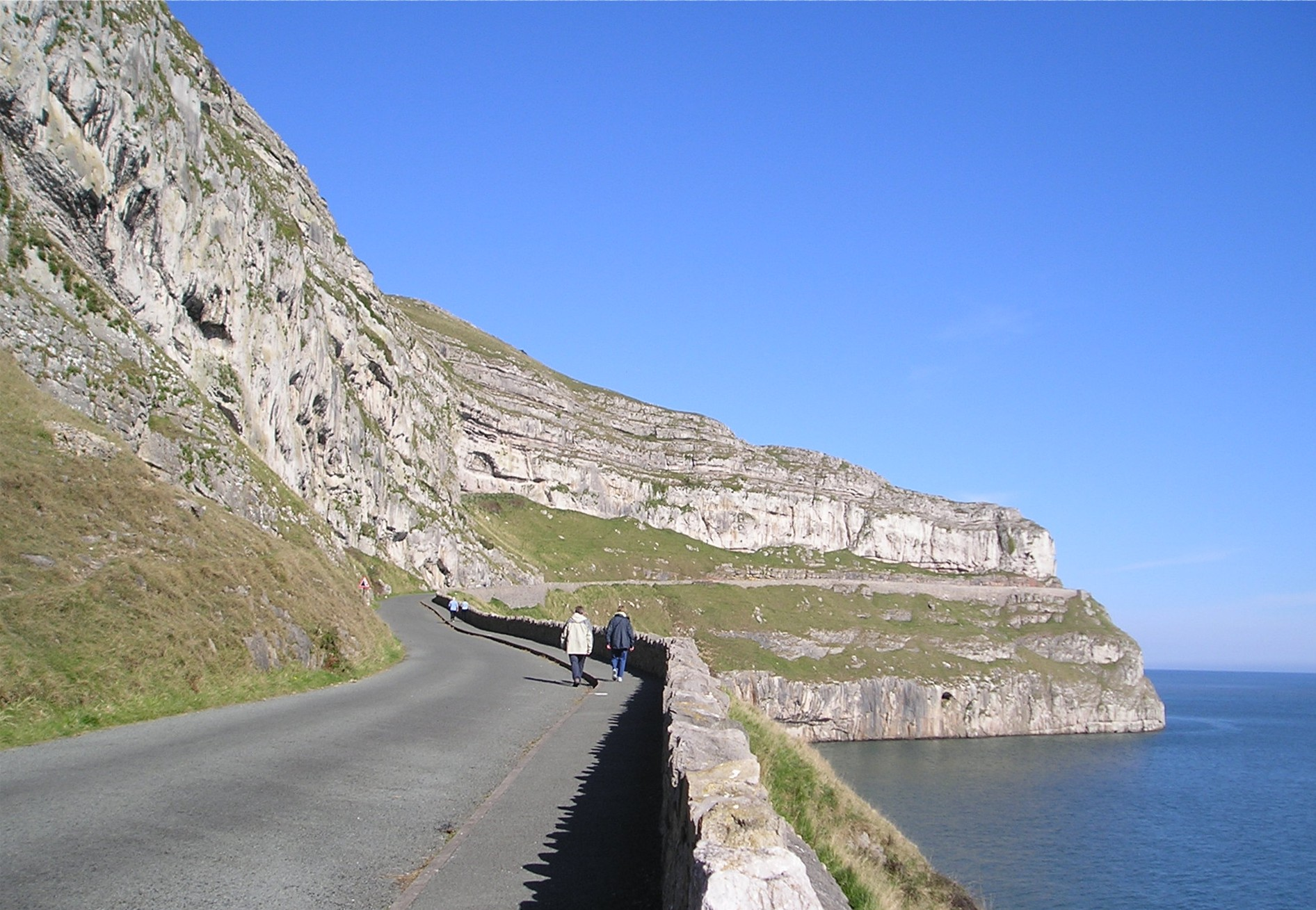
La route côtière de Marine Drive, au pied de Great Orme, a ouvert en 1878.

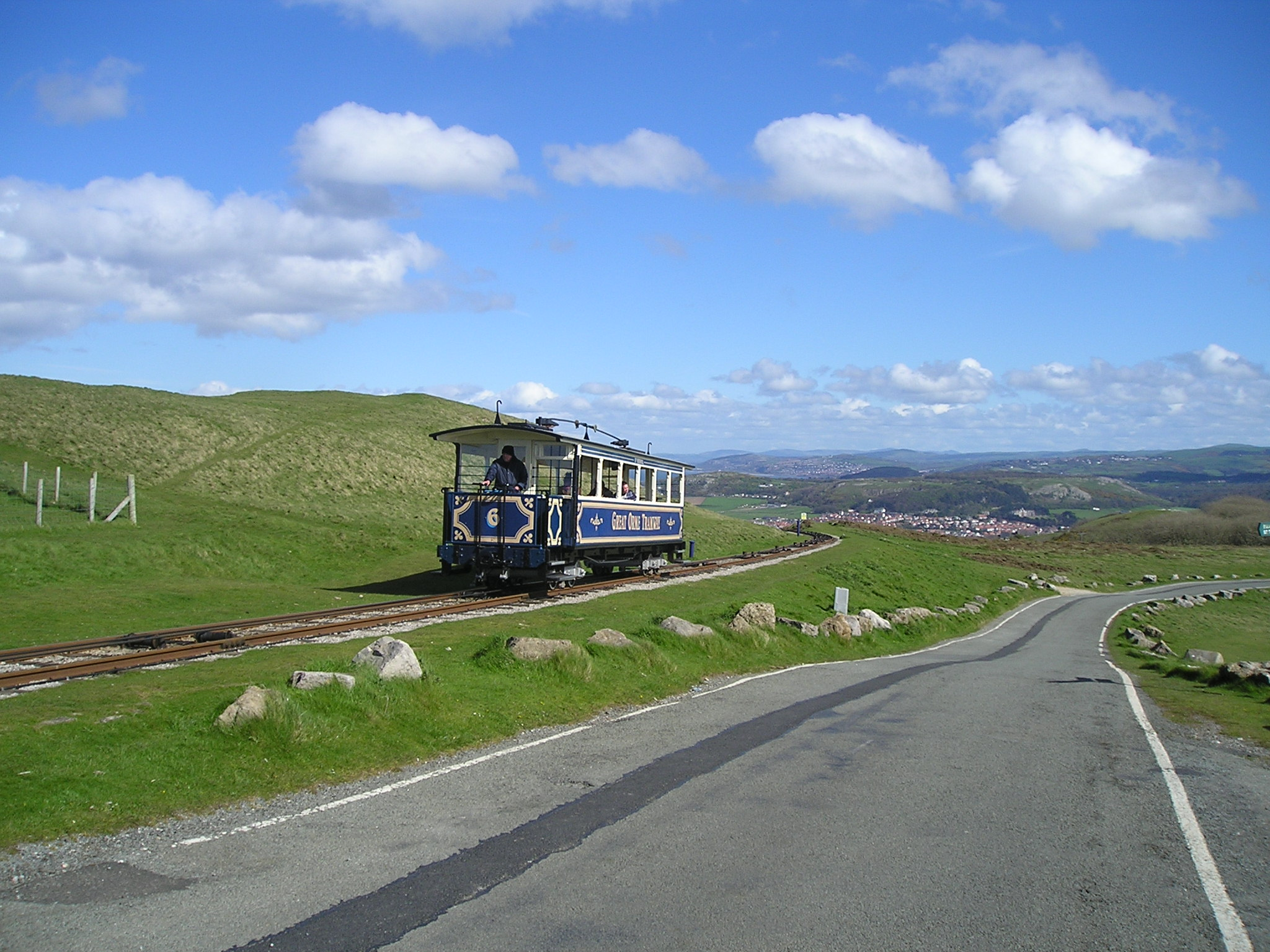
Le tramway touristique près du sommet.

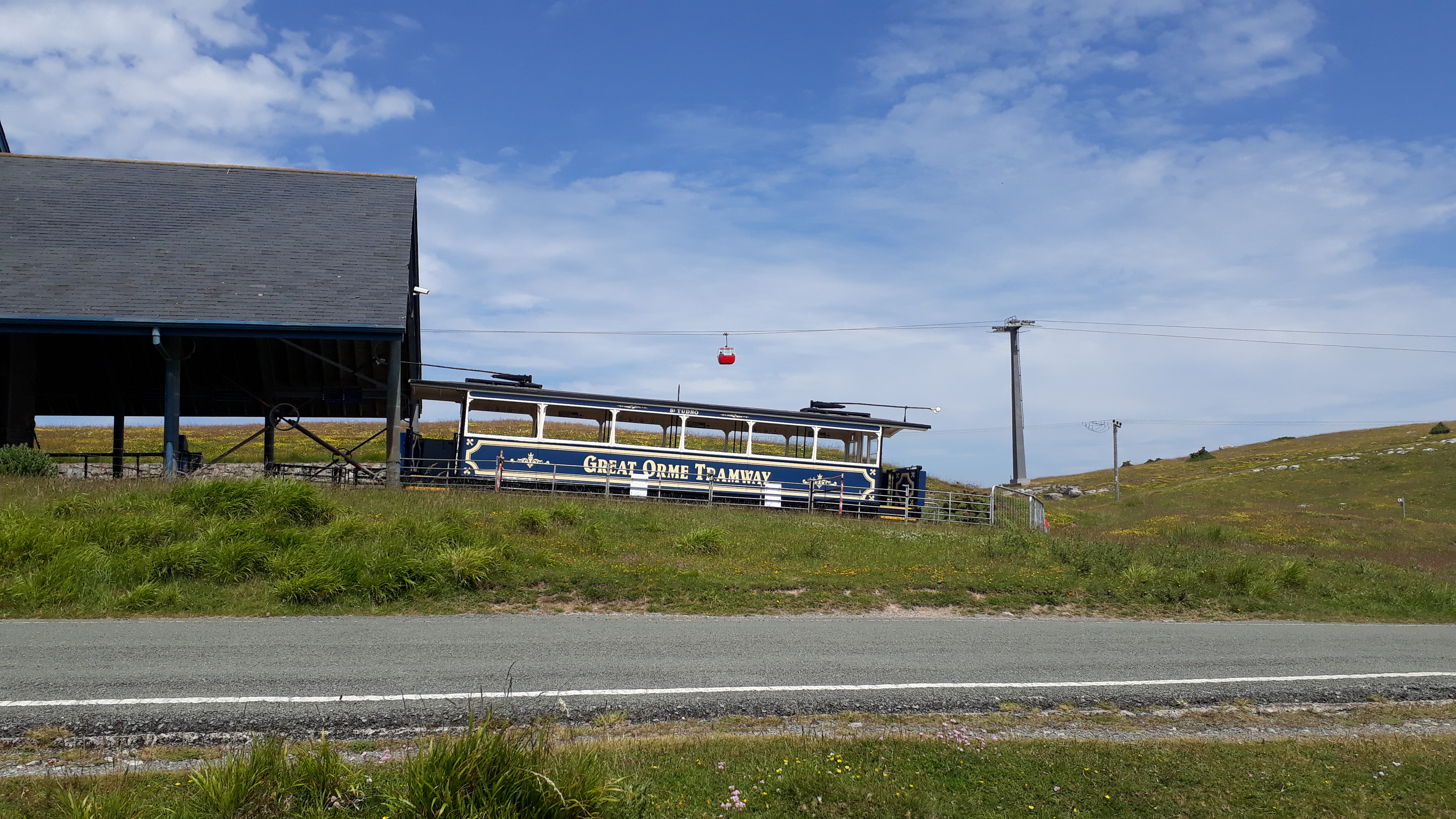
Llandudno Cable Car

À la création de Llandudno, la première route autour de Great Orme était un chemin piétonnier creusé en 1858 par Reginald Cust, un des gérants du domaine des Mostyn. En 1872, ce chemin a été aménagé pour les voitures à chevaux par la Great Ormes Head Marine Drive Co. Ltd., mais cette compagnie fit banqueroute avant même l'achèvement des travaux, et c'est une nouvelle entreprise (un consortium mené par Richard Hughes, Morris et Davies) qui acheva le tracé en 1878. Le conseil de district de Llandudno a racheté l'infrastructure en 1897. Cette route à péage à sens unique longue de 6,5 km part du pied de Happy Valley ; au bout de 2,4 km une route adjacente mène à l'église Saint-Tudno, aux Mines de l'Âge du Bronze et au complexe hôtelier du belvédère de Great Orme et son parking. Le ticket de péage donne accès au parking. Marine Drive était une des étapes du Rallye de Grande-Bretagne en 1981, 2011 et 2013.
Sa situation privilégiée permet, par temps clair, de discerner l’Île de Man et les sommets du Lake District. En 1902, le tramway touristique de Great Orme menant jusqu'au sommet a été mis en service. En 1969, il a été doublé du funiculaire de Llandudno. Le belvédère possède une boutique de souvenirs, une cafétéria, un centre d'interprétation, des terrains de jeu et l'hôtel.
Il y a à Orme l'une des deux seules pistes de ski artificielles du Nord du pays de Galles, dotée des plus longs tremplins du Royaume-Uni.
Les jardins paysagers de Happy Valley et les terrasses de Haulfre Garden recouvrent le pied des coteaux méridionaux. Des chemins pentus permettent d'aller des Haulfre Gardens à l'extrémité occidentale de Marine Drive.
La pointe nord de Great Orme est marquée par le phare de Llandudno, édifié en 1862 par la Mersey Docks & Harbour Co. Il a assuré un service permanent jusqu'à sa fermeture le 22 mars 1985. Cet édifice est aujourd'hui un bed and breakfast. La lampe et son optique sont exposées au centre d'interprétation du belvédère. Il y a à côté du phare un vieux café, le "Rest and be thankful".

Panorama de la baie de Llandudno depuis les falaises d'Orme

## Voir également